# Model Holding

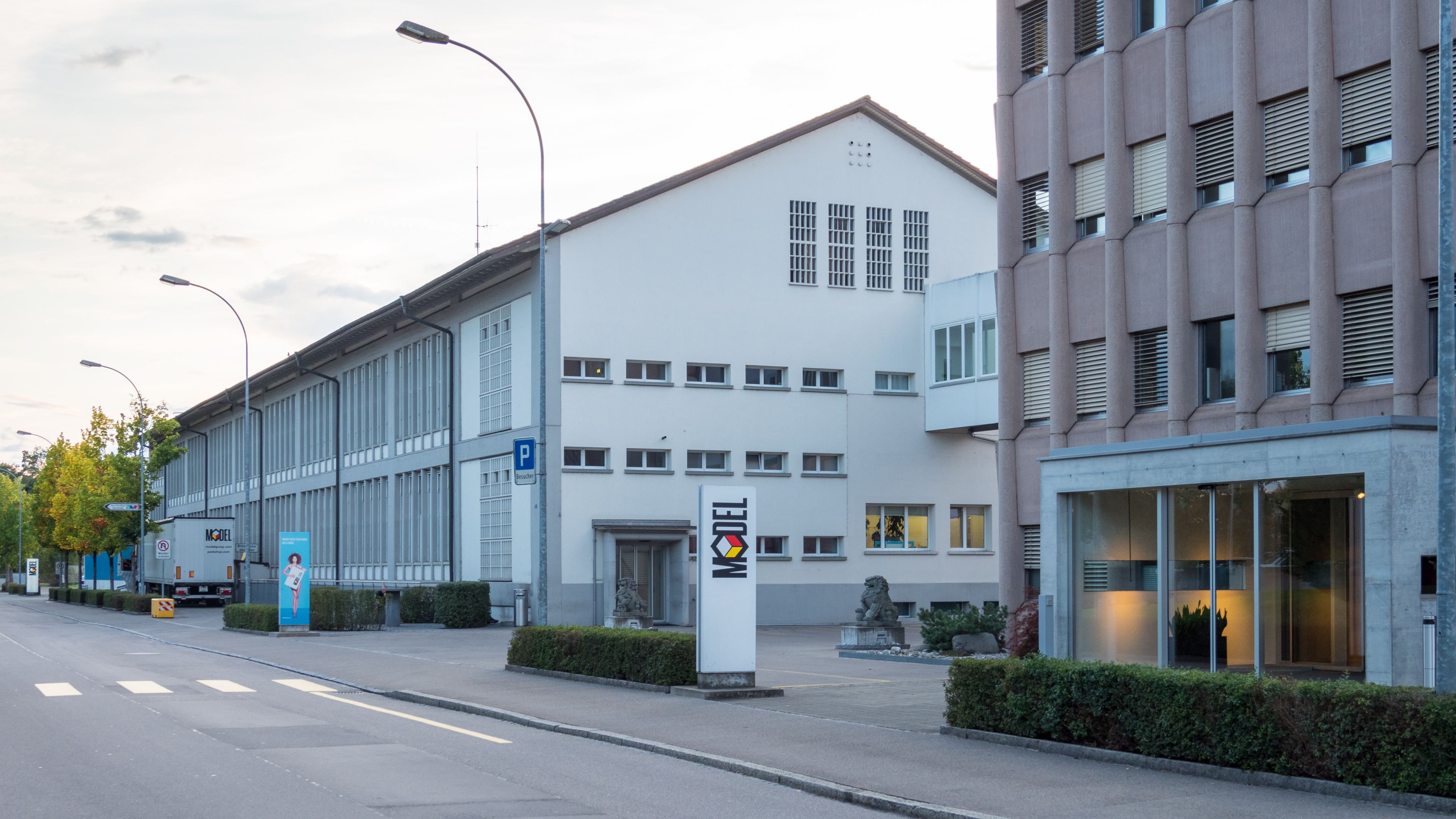
Gebäude Model AG in Weinfelden

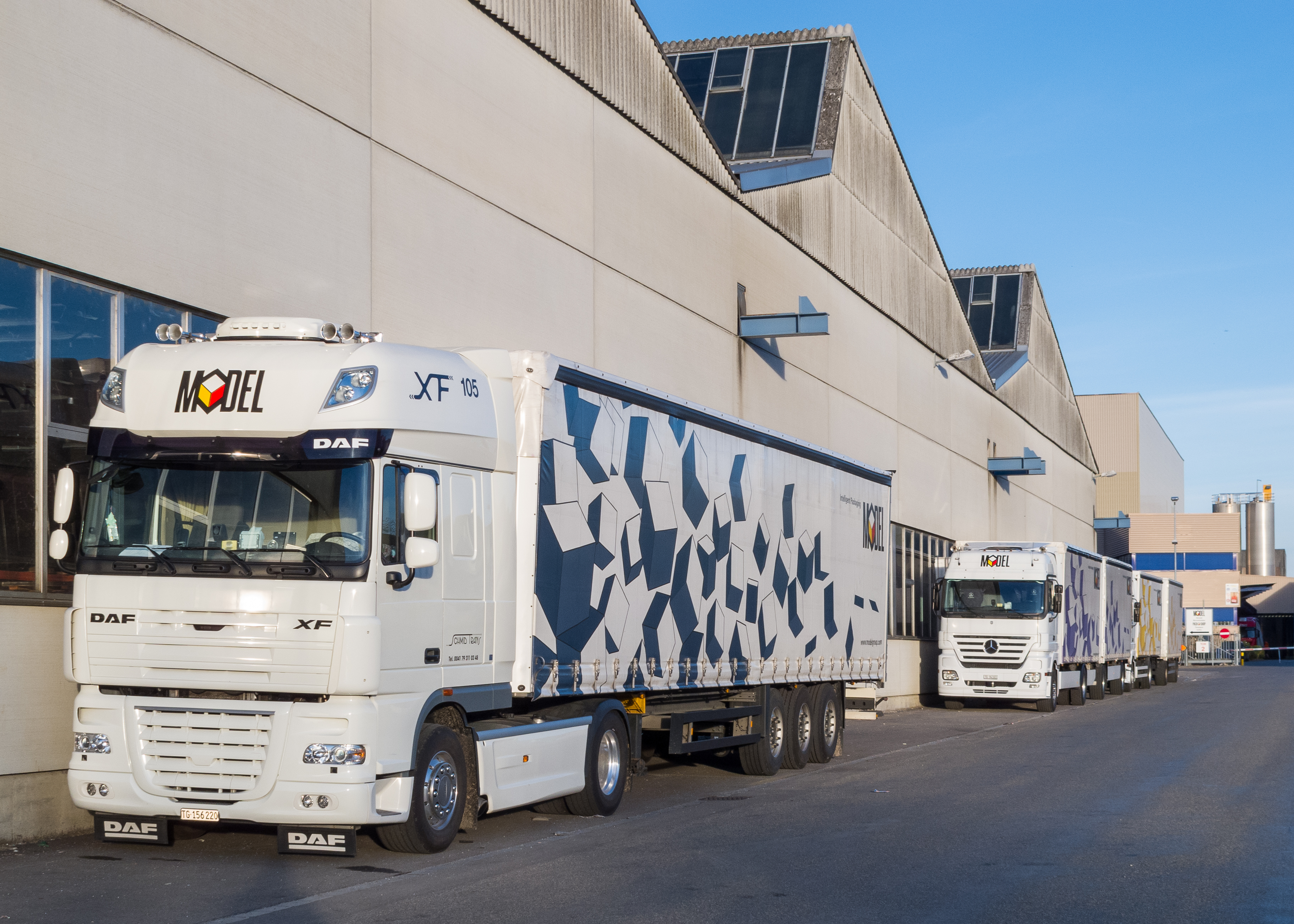
Lastwagen am Model-Werk in Weinfelden

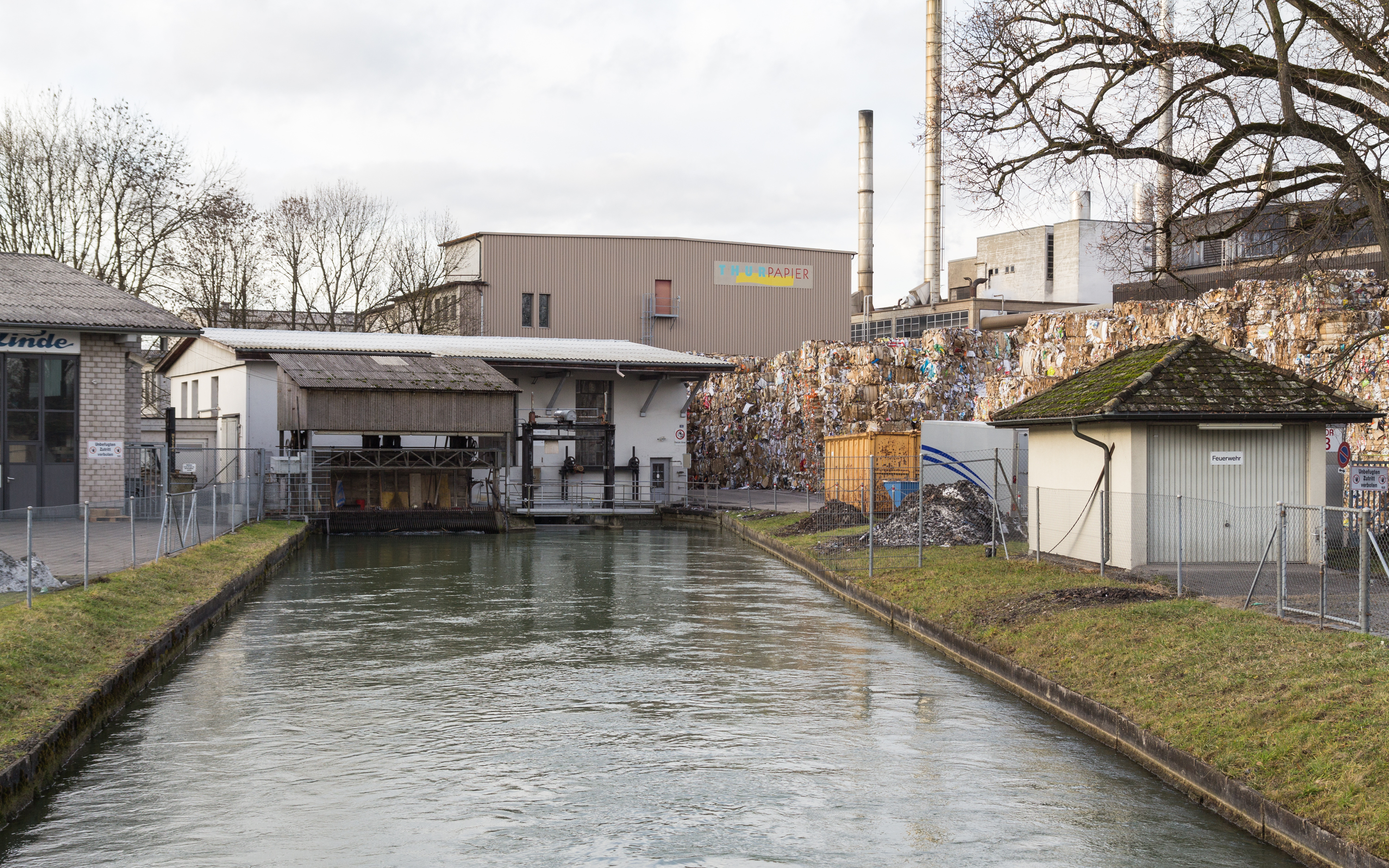
ThurPapier in Weinfelden

Die Model Holding AG mit Sitz in Weinfelden ist ein international tätiger Schweizer Hersteller von Verpackungslösungen aus Well- und Vollkarton. Die Unternehmensgruppe verfügt über 15 Produktionsstandorte in Europa und erwirtschaftete 2022 mit mehr als 4300 Mitarbeitern einen konsolidierten Umsatz von 921 Millionen Schweizer Franken.

## Geschichte
Das heute in vierter Generation geführte Familienunternehmen wurde 1882 durch Louis Model als Handpappenfabrik in Ermatingen gegründet. 1915 wurde der Betrieb durch eine Kartonabteilung zur Verarbeitung der Handpappe zu fertigen Verpackungen erweitert.
Nach dem Tod des Firmengründers übernahm Otto Model 1929 die Einzelfirma und verlegte den Betrieb zwei Jahre später nach Weinfelden in die ehemalige Weberei Bühler. Unter seiner Leitung wurde 1939 die erste Rundsieb-Kartonmaschine zur Herstellung von Pappenerzeugnissen in Betrieb genommen und damit vom Handwerks- zum Industriebetrieb übergegangen. Als Otto Model 1940 bei der Freisprengung eines zugefrorenen Industriekanals ums Leben kam, führte seine Witwe Elsa Model das Unternehmen unter der Firma Otto Model & Co. weiter. Als sie 1945 Henri Müller heiratete, stieg auch dieser in die Firma ein. 1953 wurde die Fabrikation von Wellkarton und dessen Verarbeitung zu Verpackungen aufgenommen.
Mit Otto Model jun. übernahm 1961 die dritte Generation die operative Unternehmensführung. Er wurde 1974 Präsident des Verwaltungsrates und übergab die Geschäftsführung seinem jüngeren Bruder Peter L. Model. 1975 stieg Model in die Abfallverwertung ein und gründete hierfür die beiden Tochtergesellschaften Recufibra AG und Poly Recycling AG. Diese wurden im Rahmen der Konzentration auf das Kerngeschäft Verpackungen 1999 verkauft.
Als Muttergesellschaft der Model-Gruppe wurde 1982 die Model Holding AG gegründet. In der Folge wuchs das Unternehmen durch mehrere Übernahmen sowohl im Inland wie im Ausland. 1995 erwarb mit Martin U. Model und Daniel Model die vierte Generation der Familie Model die Mehrheit der Model Holding. Ihnen schloss sich elf Jahre später Elisabeth Model an, die Ehefrau von Daniel Model. Die operative Gesamtleitung wurde von Daniel Model übernommen. In dieser Zeit wurde die Konzentration auf das Kerngeschäft Wellkarton und Papier mit der Konsequenz der Devestition der Division Kunststoffrecycling beschlossen. Die Expansion bei den Kernaktivitäten wurde unter anderem durch verschiedene Übernahmen und Eröffnungen von Tochtergesellschaften, insbesondere in Osteuropa, vorangetrieben.
Im Juli 2024 übergaben Daniel und Elisabeth Model die Führung des Schweizer Geschäfts an zwei ihrer drei Kinder. Der Jurist und Betriebswirtschafter David Model ist Verwaltungsratspräsident der Model AG in Weinfelden, die Kunsthistorikerin und Nebenfach-Betriebswirtschafterin Sarah Model ist Delegierte des Verwaltungsrats und Leiterin der Kartonfabrik. Sie sorgte zuvor als 24-jährige für die Integration eines zugekauften Wellkarton-Verpackungswerks in Thüringen mit 400 Mitarbeitern.

## Papierfabrik Weinfelden
2017 gab es Bemühungen, mit einem patentierten und geheimen Vakuum-System die Hülle von Getränkekartons aufzutrennen und die wertvollen langen Papierfasern zur Produktion von Wellkarton wiederzuverwenden. Die Anlage mit dem Namen «Fibre Evolution» sollte eine Kapazität von 75'000 Tonnen pro Jahr haben, dies wäre mehr als genug, um sämtliche Getränkekartons der Schweiz zu rezyklieren. 2020 wurde der Betrieb der Anlage eingestellt und 2021 auf das Recycling von konventionellem Altpapier umgerüstet.